# 동부구

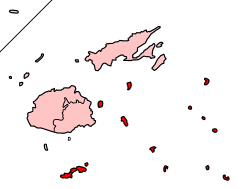
동부구의 위치

동부구(Eastern Division)는 피지를 구성하는 4개 구 가운데 하나로 칸다부주와 라우주, 로마이비치주, 로투마섬으로 나뉜다. 행정 중심지는 오발라우섬에 있는 레부카이다.
관할 구역은 칸다부섬, 오발라우섬, 가우섬, 코로섬, 나이라이섬, 모알라섬, 마투쿠섬, 바투바라섬, 바라섬, 나이타바섬, 마고섬, 치치아섬, 투부카섬, 라케바섬, 바누아바투섬, 오네아타섬, 부아카바섬, 카바라섬, 모체섬, 풀라가섬을 포함한다. 면적은 해수면을 포함할 경우 가장 큰 편에 속하지만 육지 면적은 가장 작은 편에 속한다.